# Choula
Choula, ime malenog plemena američkih Indijanaca za koje je poznato, prema podacima Bernard de La Harpea, da ih je bilo svega 40 naseljenih na rijeci Yazoo. Za njih se drži da bi mogli biti ogranak plemena Ibitoupa, pa prema tome i predstavnici jezičnog roda Muskhogrean. U jeziku Choctaw i Chickasaw Indijanaca njihovo ime znači "fox" (Swanton). 